# Spilococcus nototrichus
Spilococcus nototrichus är en insektsart som beskrevs av Miller och Mckenzie 1971. Spilococcus nototrichus ingår i släktet Spilococcus och familjen ullsköldlöss. Inga underarter finns listade i Catalogue of Life.